# Rubus glaucus
Espèce
La mûre andine, Rubus glaucus, est une espèce de plantes à fleurs de la famille des rosacées. C'est une ronce des zones tropicales d'altitude du nord-ouest de l'Amérique du Sud et l'Amérique centrale. C'est une plante pérenne, de port arbustif, semi-érigé. 
Le fruit de la mûre andine est une baie ressemblante aux mûres des ronces communes en France, nettement plus grande cependant. De forme ellipsoïdale, de 15 à 25 mm de diamètre à la base, le fruit pèse de 3 à 5 g. Il est formé de petites drupes adhérant à un réceptacle blanchâtre et charnu à maturité. Il est particulièrement riche en vitamine C, calcium et phosphore. La production de fruits est continue avec deux pics annuels. Le fruit de la mûre andine, mora andina en espagnol, est utilisé, dans les régions où la plante se rencontre, pour fabriquer domestiquement, artisanalement et industriellement, des jus, marmelades, gelées, glaces et pâtisseries.
Des études récentes montrent que le jus de mûre andine peut être très bénéfique, grâce aux antioxydants et polyphénols, dont des anthocyanes et des tannins qui lui confèrent sa coloration rouge sombre. Des études cliniques montrent son intérêt en nutrition préventive des syndromes métaboliques et maladies cardiovasculaires, principalement grâce à la présence d'ellagitannins, les mêmes molécules que l’on peut trouver dans les vins vieillis en fût de chêne. Ces ellagitannins, métabolisés par la flore intestinale puis absorbés sous forme de molécules plus actives, les urolithines, peuvent persister dans l’organisme plusieurs jours après l’ingestion .